# Orde van het Boek van de Natuur
De Orde van het Boek van de Natuur van de Chinese Luchtmacht werd op 14 juni 1945 door de Chinese president Chiang Kai-shek ingesteld als beloning dapperheid in het gevecht. De gedecoreerde piloten moesten 1500 vlieguren op hun naam hebben of 500 missies hebben volbracht. Deze ridderorde kent één enkele graad; "Lint" genoemd. De eisen voor het verlenen van deze onderscheiding zijn iets minder zwaar dan die die aan de Orde van het "Kosmische Diagram" worden gesteld.
Toen in 1949 de verslagen Chinese regering naar Taiwan vluchtte bleef deze onderscheiding daar deel uitmaken van het decoratiestelsel van de Republiek China. De in Peking residerende regering van de Volksrepubliek China verleent deze onderscheiding niet.